# Championnat du monde des voitures de sport 1955
1954 1956
Le Championnat du monde des voitures de sport 1955 est la 3e saison du Championnat du monde des voitures de sport (WSC) FIA. Il est réservé aux voitures de sport qui vont courir à travers le monde dans des courses d'endurance. Il s'est couru du 23 janvier 1955 au 16 octobre 1955, comprenant six courses.

## Calendrier
| Manche | Course                   | Circuit                       | Participants | Date          |
| ------ | ------------------------ | ----------------------------- | ------------ | ------------- |
| 1      | 1 000 km de Buenos Aires | Autódromo 17 de Octubre       | 52           | 23 janvier    |
| 2      | 12 Heures de Sebring     | Sebring International Raceway | 80           | 13 mars       |
| 3      | Mille Miglia             | Brescia                       | 534          | 1er mai       |
| 4      | 24 Heures du Mans        | Le Mans                       | 60           | 11 au 12 juin |
| 5      | RAC Tourist Trophy       | Dundrod                       | 49           | 18 septembre  |
| 6      | Targa Florio             | Palerme                       | 47           | 16 octobre    |

## Résultats de la saison

### Attribution des points
Les points sont distribués aux six premiers de chaque course dans l'ordre de 8-6-4-3-2-1.
Les constructeurs ne reçoivent les points que de leur voiture la mieux classée, les autres voitures du même constructeur ne marquant aucun point.

### Courses
| Manche | Circuit      | Pilote vainqueur                         | Écurie                 | Constructeur  | Résultats |
| ------ | ------------ | ---------------------------------------- | ---------------------- | ------------- | --------- |
| 1      | Buenos Aires | Enrique Saenz Valiente José-Maria Ibanez | Pas de nom d'écurie #4 | Ferrari       | Résultats |
| 2      | Sebring      | Mike Hawthorn Phil Walters               | Briggs Cunningham #19  | Jaguar        | Résultats |
| 3      | Brescia      | Stirling Moss Denis Jenkinson            | Daimler-Benz AG #722   | Mercedes-Benz | Résultats |
| 4      | Le Mans      | Mike Hawthorn Ivor Bueb                  | Jaguar Cars, Ltd. #6   | Jaguar        | Résultats |
| 5      | Dundrod      | Stirling Moss John Fitch                 | Daimler-Benz AG #10    | Mercedes-Benz | Résultats |
| 6      | Palerme      | Stirling Moss Peter Collins              | Daimler-Benz AG #104   | Mercedes-Benz | Résultats |

### Championnat du monde des constructeurs
Seuls les quatre meilleurs résultats des six courses sont pris en compte dans le classement. Les autres points ne sont pas comptabilisés et sont indiqués en italique.
| Pos | Constructeur  | BUE | SEB | MMI | LMS | RTT | TAR | Total |
| --- | ------------- | --- | --- | --- | --- | --- | --- | ----- |
| 1   | Mercedes-Benz |     |     | 8   |     | 8   | 8   | 24    |
| 2   | Ferrari       | 8   | 6   | 4   |     | 1   | 4   | 22    |
| 3   | Jaguar        |     | 8   |     | 8   |     |     | 16    |
| 4   | Maserati      | 4   | 4   | 3   |     | 2   | 2   | 13    |
| 5   | Aston Martin  |     |     |     | 6   | 3   |     | 9     |
| 6   | Porsche       | 3   |     |     | 3   |     |     | 6     |
| 7   | Gordini       | 2   |     |     |     |     |     | 2     |
| 8   | Austin-Healey |     | 1   |     |     |     |     | 1     |